# Teen Titans (animirana serija)
Teen Titans je naziv za američki crtani TV seriju kojeg su razvili Sam Register i Glen Murakami u produkciji filmske kuće Warner Bros, a jedan od direktora je Cino Nieli, koji je stvorio američku seriju "Superrobotov majmunski tim".
U animiranom filmu radi se o pet super junaka, koji žive u velikom T-Tornju, u američkom gradu Jump City i bore se protiv svakodnevnih kriminalaca. Inspiriran je tipičnim američkim animiranim filmovima poput Supermana i Batmana. Animirana serija postigla je velik uspjeh.

## Likovi
Glavni lik i ujedno vođa tima je Robin-Batmanov učenik.
Starfire je princeza planeta Tamarana, naizgled ljupka i naivna ali sa svojim izvanzemaljskim moćima timu je od velike pomoći.
Cyborg ili čovjek robot brine za osiguranje T-Towera i zna sve moguće o mehanici, a ujedno ima i ulogu "velikog brata" u timu.
Beast boy je najmlađi super junak, vegeterijanac koji misli da ima smisla za humor-iako gotovo nitko ne dijeli isto mišljenje. Može se pretvoriti u bilo koju životinju.
Raven najmisterijozniji lik iz tima, mlada djevojka, koja je poludemon i zbog svojih velikih moći ne smije pokazivati osjećaje, te se ponakad čini jeziva.